# Franz Karl Ginzkey

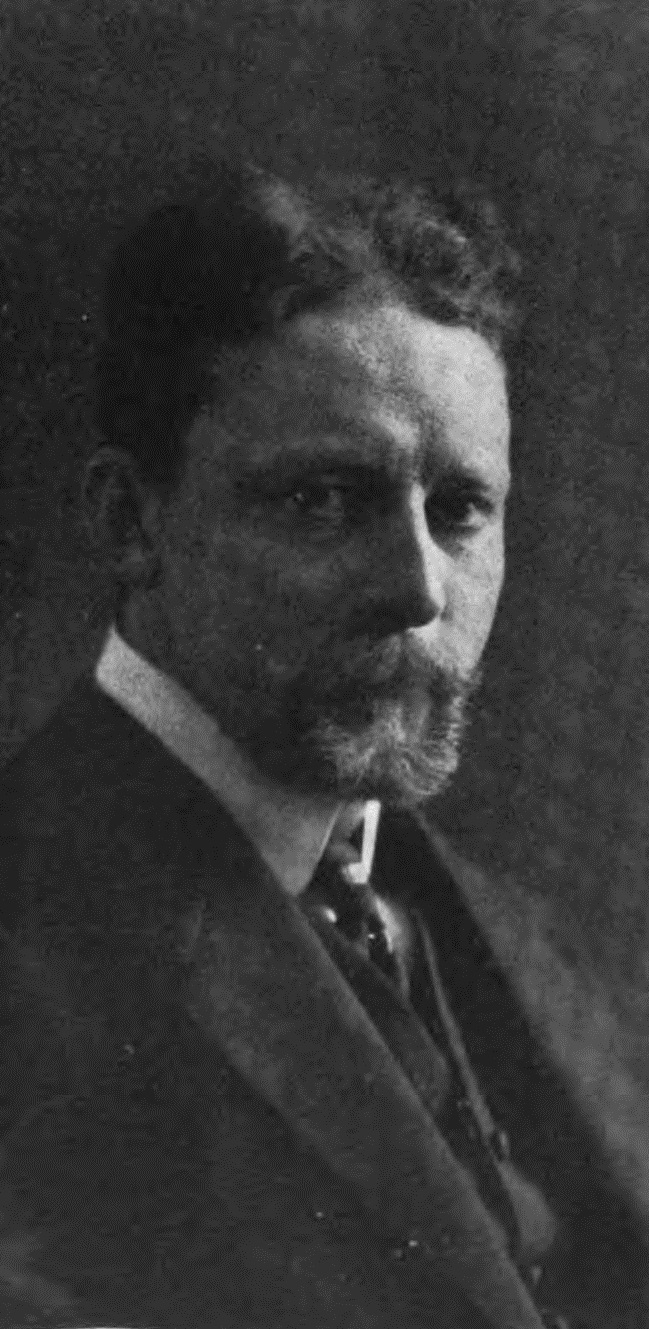
Franz Karl Ginzkey

Franz Karl Ginzkey (Pseudonym Daniel Allerheim, * 8. September 1871 in Pola, Küstenland, Österreich-Ungarn, heute Pula, Kroatien; † 11. April 1963 in Wien) war ein österreichischer Dichter und Schriftsteller, Offizier der österreichisch-ungarischen Armee und Propagandist der NSDAP. Sein bekanntestes Buch Hatschi Bratschis Luftballon war viele Generationen lang ein erfolgreiches Kinderbuch.

## Leben

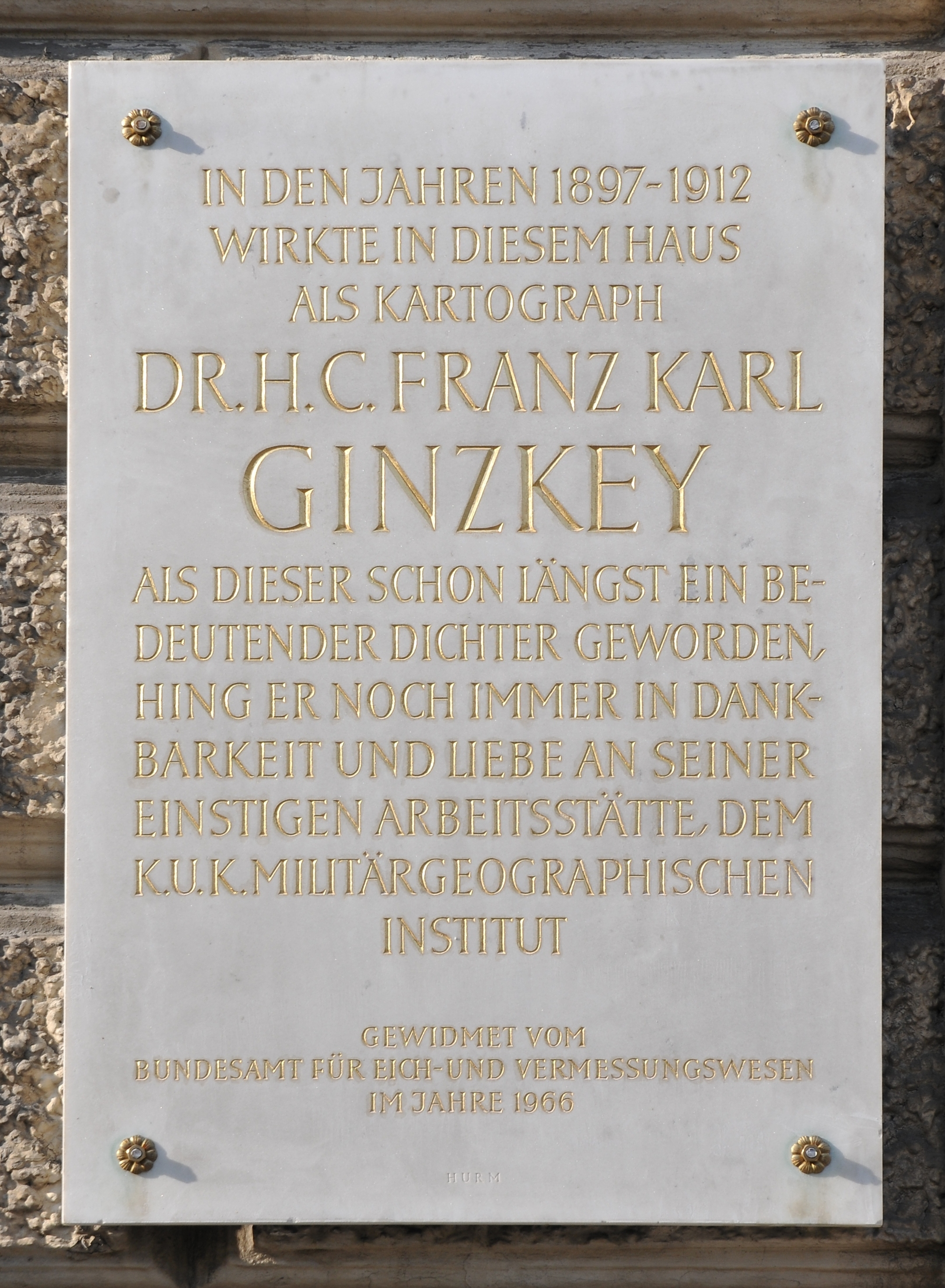
Gedenktafel am Militärgeographischen Institut in Wien

Franz Karl Ginzkey, Sohn eines sudetendeutschen Beamten der österreichischen Kriegsmarine, lebte aufgrund seines Gesundheitszustandes bis zu seinem fünften Lebensjahr in Graz. Seine restliche Kindheit verbrachte er bei seinem Vater in Pola, wo er die Marine-Realschule besuchte. Nach dem Besuch der Marine-Akademie in Fiume, von der er wegen mangelnder Subordination abzugehen hatte, kam er an die Infanterie-Kadettenschule in Triest, die er mit dem Dienstgrad „Fähnrich“ abschloss.
Ginzkey war bis 1897 Infanterieoffizier in der k.u.k. Armee in Triest und Pola sowie zunächst auch provisorischer Kommandant der als Kaserne (Rainer-Infanterieregiment) genutzten Festung Hohensalzburg. Von 1897 bis 1914 arbeitete er mit dem Titel eines technischen Oberrats als Kartograph am Militärgeographischen Institut in Wien, danach als Archivrat im Kriegsarchiv. In dieser Zeit war er auch zeitweise als Kriegsberichterstatter an der italienischen Front tätig. In Wien war er Anfang des 20. Jahrhunderts als freier Mitarbeiter für die Wiener Zeitung tätig.
Ab 1920 war er als Heeresangehöriger pensioniert und danach als freier Schriftsteller tätig. Er lebte in Wien und ab 1921 in Salzburg, wo er an der Gründung der Salzburger Festspiele beteiligt war, deren Kuratorium er jahrzehntelang angehörte. Freundschaften verbanden ihn mit Max Mell und Stefan Zweig, aber auch mit Anton Faistauer und Carl Zuckmayer. Er gehörte von 1919 bis 1931 der Freimaurerloge „Zukunft“ an. 1933 verließ er den P.E.N.-Club, nachdem dieser sich gegen die Bücherverbrennungen im Deutschen Reich ausgesprochen hatte.
In der Zeit des Ständestaats war er von 1934 bis 1938 Mitglied des Staatsrats. 1936 wurde er Mitglied des Bundes deutscher Schriftsteller Österreichs, der für den Anschluss Österreichs an das Deutsche Reich eintrat. Ginzkey verfasste auch einen Beitrag in dessen Bekenntnisbuch österreichischer Dichter nach erfolgtem Anschluss 1938. Er beantragte am 18. März 1941 die Aufnahme in die NSDAP und wurde, da er als ehemaliger Freimaurer bei den Nationalsozialisten auf Misstrauen stieß, am 1. Jänner 1942 gnadenhalber durch Adolf Hitler aufgenommen (Mitgliedsnummer 8.751.771). Ginzkey verfasste in dieser Zeit auch Propagandalyrik, so zum Beispiel das 1943 in der Zeitschrift Oberdonau erschienene Gedicht Heimkehr des Panzerschützen, in dem es heißt: „Treu der Pflicht, das Äußerste zu wagen, / Hieß er schweigen seines Herzens Not. / Tod zu säen war ihm aufgetragen / und er säte unerbittlich Tod.“
Ab 1944 lebte Ginzkey in Seewalchen am Attersee und in Wien. Zwar wurde nach Kriegsende sein Buch Die Front in Tirol (Fischer, Berlin 1916) in der sowjetischen Besatzungszone auf die Liste der auszusondernden Literatur gesetzt, und er war auch Autor zahlreicher Beiträge in dem der Neuen Rechten zuzuordnenden Eckartboten, dennoch wurde der nun schon über Siebzigjährige in der Zweiten Republik wieder verstärkt aufgelegt und als Repräsentant altösterreichischer Dichtung vielfach geehrt. Ab 1956 wohnte er in dem nach ihm benannten Ginzkeyhof, einem Gemeindebau der Stadt Wien in Innere Stadt, Johannesgasse 9–13.
Ginzkey war ab 1910 mit Stefanie Stoiser verheiratet. Er starb im hohen Alter von 92 Jahren und ruht in einem Ehrengrab auf dem Wiener Zentralfriedhof (Gruppe 32 C, Nummer 25), das 2015 in ein „Historisches Grab auf Friedhofsdauer mit Obhut“ umgewidmet wurde.

## Landeshymne Niederösterreich
Seit 1965 ist sein Lied O Heimat, dich zu lieben zu einer Melodie von Ludwig van Beethoven die Niederösterreichische Landeshymne. 2023 forderte ein Personenkomitee aus Autoren (vgl. IG Autoren) die Neuausschreibung der Landeshymne aufgrund der Vorbelastung des Verfassers. Landesrat Ludwig Schleritzko sah keinen Anlass, den Text zu ändern. Das Landesarchiv soll unter Einbindung einer Historikerkommission unter der Leitung von Stefan Karner mit der wissenschaftlichen Aufarbeitung der Person Franz Karl Ginzkey beauftragt werden.
Am 10. September 2023 teilte Landeshauptfrau Johanna Mikl-Leitner (ÖVP) das Ergebnis der Kommission mit. Nationalsozialistisches oder rassistisches Gedankengut sei im Text nicht enthalten. „Unsere Hymne bleibt unsere Hymne, und die lassen wir uns nicht umtexten“, betonte Mikl-Leitner laut Kronen Zeitung. Karner ergänzte, der Text sei „weder fremdenfeindlich noch antisemitisch“. Allerdings sei die Person Ginzkey selbst problematisch. Die Kritiker hatten unter anderem angemahnt, er sei für den „Anschluss“ gewesen und habe 1941 die NSDAP-Mitgliedschaft beantragt.

## Leistungen
Franz Karl Ginzkey war ein prominenter Vertreter der Neuromantik in Österreich, der von zahlreichen Künstlerkollegen geschätzt wurde. Peter Rosegger vermittelte ihn 1906 an den Staackmann Verlag, der den Großteil seiner Werke verlegte. Dies bedeutete den literarischen Durchbruch.
Der seinerzeit gern gelesene Autor galt zunächst vor allem als Lyriker. Daneben trat er auch als Erzähler mit Novellen und etlichen Romanen hervor, deren Thema rätselhafte menschliche Verstrickungen sind.
Der Ton von Ginzkeys Werken ist eher leise, die Sprache gefühlvoll und voll leiser Melancholie. Nach dem Krieg galt Ginzkey als Repräsentant einer altösterreichischen Tradition, der in seinen Werken sehr oft heimatliche Orte schilderte. Neben Novellen und Balladen, die Wien zum Schauplatz haben (wie die Ballade „Der liebe Augustin“ oder die Novelle Der Zahnweh-Herrgott), zeigen viele seiner Werke auch große Verbundenheit mit Salzburg. Die Welt der k.u.k. Armee wird ebenfalls öfters thematisiert. Einige Werke aus dem Ersten und Zweiten Weltkrieg zeugen von starkem Patriotismus und Nationalismus („Den Herren Feinden“, „Die Front in Tirol“, „Heimkehr des Panzerschützen“).
Ginzkeys politische Aktivitäten während der Zeit des Nationalsozialismus, die ab den 1980er Jahren zunehmend thematisiert wurden, trugen dazu bei, dass manche der Werke des Schriftstellers heute kaum noch verlegt werden. Im Falle von Ginzkeys bekanntestem Kinderbuch, Hatschi Bratschis Luftballon, wurden im Einvernehmen mit den Erben einige rassistische Ausdrücke entfernt. 2019 wurde die Erstausgabe des Buches aus dem Jahr 1904 ohne nachträgliche Abänderungen, jedoch mit einem Beilagenheft zur Kontextualisierung, im Ibera Verlag neu aufgelegt. Auch Ginzkeys beliebtes Kinderbuch Florians wundersame Reise über die Tapete ist weiterhin in verschiedenen Verlagen erhältlich.

## Werke (Auswahl)
- Hatschi Bratschis Luftballon. Eine Dichtung für Kinder, Berlin 1904 (Faksimile der Erstausgabe, neu im Ibera Verlag, Wien 2019).
- Jakobus und die Frauen. Eine Jugend. L. Staackmann, Leipzig 1908.
- Geschichte einer stillen Frau. Roman. L. Staackmann, Leipzig 1909.
- Der von der Vogelweide. Roman. L. Staackmann, Leipzig 1912.
- Der Wiesenzaun. Erzählung. L. Staackmann, Leipzig 1913.
- Aus der Werkstatt des Lyrikers. Vortrag. Heller, Wien 1913.
- Den Herren Feinden! Ein Trutz- und Mahnlied. Hugo Heller, Wien 1914.
- Die Front in Tirol. S. Fischer, Berlin 1916.
- Der Gaukler von Bologna. Novelle. L. Staackmann, Leipzig 1916.
- Lieder. Reuß & Itta, Konstanz 1916.
- Befreite Stunde. Neue Gedichte. L. Staackmann, Leipzig 1917.
- Die einzige Sünde. L. Staackmann, Leipzig 1920.
- Der Doppelspiegel. Betrachtungen und Erzählungen. Wiener Literarische Anstalt, Wien 1920.
- Rositta. L. Staackmann, Leipzig 1921.
- Von wunderlichen Wegen. 7 Erzählungen. L. Staackmann, Leipzig 1922.
- Balladen aus dem alten Wien. Wila, Wien 1923.
- Brigitte und Regine. Novelle. L. Staackmann, Leipzig 1923.
- Die Reise nach Komakuku. Geschichten aus seltsamer Jugend. Rikola-Verlag, Wien 1923.
- Der Weg zu Oswalda. Erzählung. L. Staackmann, Leipzig 1924.
- Der seltsame Soldat. L. Staackmann, Leipzig 1925.
- Der Kater Ypsilon. Novellen. L. Staackmann, Leipzig 1926.
- Der Gott und die Schauspielerin. Roman. L. Staackmann, Leipzig 1928.
- Der Prinz von Capestrano. Novelle. Wiener Literarische Anstalt, Wien 1929.
- Florians wundersame Reise über die Tapete. Illustriert von Erwin Tintner. Rikola, Wien 1930.
- Drei Frauen. Rosita – Agnete – Oswalda. Verlag Das Bergland-Buch, Salzburg 1931.
- Gespenster auf Hirschberg. Aus der hinterlassenen Handschrift des Majors von Baltram. Roman. L. Staackmann, Leipzig 1931.
- Das verlorene Herz. Ein Märchenspiel. Freie Nachdichtung nach dem norwegischen Spiel von Barbra Ring. L. Staackmann, Leipzig 1931.
- Magie des Schicksals. Novelle. L. Staackmann, Leipzig 1932.
- Das Antlitz Salzburgs. Pustet, Salzburg 1933.
- Salzburg und das Salzkammergut. Monographien zur Erdkunde 48. Velhagen & Klasing 1934.
- Salzburg, sein Volk und seine Trachten. Verlag Österreichische Kunst, Wien 1934.
- Altsalzburger Bilder nach 10 Federzeichnungen nach Ulf Seidl. Würthle, Wien o. J.
- Prinz Tunora. Roman. L. Staackmann, Leipzig 1934.
- Liselotte und ihr Ritter oder Warum nicht Romantik? Roman. Paul Zsolnay Verlag, Wien 1936.
- Sternengast. Neue Gedichte. Paul Zsolnay Verlag, Wien 1937.
- Der selige Brunnen. Eine Raphael Donner-Novelle. Paul Zsolnay Verlag, Wien 1940.
- Meistererzählungen. Paul Zsolnay Verlag, Wien 1940.
- Erschaffung der Eva. Ein epischer Gesang. Paul Zsolnay Verlag, Wien 1941.
- Zeit und Menschen meiner Jugend. Wiener Verlags-Gesellschaft, Wien 1942.
- Heimkehr des Panzerschützen. in Oberdonau 3/1943.
- Taniwani. Ein fröhliches Fischbuch. Amandus Edition, Wien 1947.
- Der Heimatsucher. Ein Leben und eine Sehnsucht. Stocker, Graz 1948.
- Genius Mozart. Gallus-Verlag, Wien 1949.
- Der Träumerhansl. Bilderbuch. Verlag Jungbrunnen, Wien 1952.
- Die Reise nach Komakuku: Lebenserinnerungen. Kremayr & Scheriau, Wien 1953.[14]
- Der Tanz auf einem Bein. Ein Seitensprung ins Wunderliche. Wancura, Wien 1956.
- Ausgewählte Werke in vier Bänden. Kremayr & Scheriau, Wien 1960.
- Ballade vom Lieben Augustin. Schallplatte, gesprochen von Albin Skoda. Amadeo 1961.

## Auszeichnungen und Ehrungen
- Kriegskreuz für Zivilverdienste II. Klasse
- Ritterkreuz des Franz-Joseph-Ordens
- Offizierkreuz des Österreichischen Verdienstordens
- 1921 Adolf-Mejstrik-Ehrengabe für Lyrik der Deutschen Schillerstiftung
- 1932 Dr. h.c. der Universität Wien [15]
- 1941 Ehrenring der Stadt Wien
- 1954 Literaturpreis der Stadt Wien
- 1957 Großer Österreichischer Staatspreis für Literatur, gemeinsam mit Heimito von Doderer
- 1957 Österreichisches Ehrenzeichen für Wissenschaft und Kunst
- 1963 Liebieg-Medaille des Heimatkreises Reichenberg in Augsburg
- Träger des Wappenringes der Stadt Salzburg

Ginzkey wurde 1922 durch ein Porträt von Anton Faistauer und 1959 durch eine Bronzebüste von Gustinus Ambrosi künstlerisch dargestellt.
1960 stiftete der Schutzverband der österreichischen Schriftsteller den Ginzkey-Ring, mit dem er Verdienste im Sinne Ginzkeys auszeichnet.
1968 wurde ihm zu Ehren im Salzburger Stadtteil Salzburg-Süd (Alpensiedlung) der Platz zwischen Alpenstraße und Adolf-Schemel-Straße in Ginzkeyplatz benannt. Zu seinem 100. Geburtstag 1971 wurde in Seewalchen am Attersee ein Franz-Karl-Ginzkey-Denkmal errichtet.
In Wien erinnert eine Gedenktafel am ehemaligen Militärgeographischen Institut an seine dortige Tätigkeit. Die städtische Wohnhausanlage in der Johannesgasse 9–13 wurde nach dem Dichter „Ginzkeyhof“ benannt. 2015 wurde sein vormaliges Ehrengrab durch den Wiener Bürgermeister in ein „Historisches Grab auf Friedhofsdauer mit Obhut“ umgewidmet.
Eine 1988 in Seewalchen geplante Benennung eines Schulzentrums nach Ginzkey scheiterte an dessen politischer Vergangenheit.